# CF Soccer Manzanillo
Club de Fútbol Soccer Manzanillo, oft auch verkürzt als CFS Manzanillo oder Soccer Manzanillo bezeichnet, ist ein ehemaliger Fußballverein mit Sitz in der im mexikanischen Bundesstaat Colima gelegenen Stadt Manzanillo.

## Geschichte
Der Verein gehörte seit seiner Gründung zu Beginn des 21. Jahrhunderts zur drittklassigen Segunda División und unterhielt zusätzlich eine Reservemannschaft in der viertklassigen Tercera División. 
Die größten Erfolge der ersten Mannschaft waren die Halbfinalteilnahmen in der Apertura 2007 und der Clausura 2009.
Die größten Erfolge der B-Mannschaft waren die beiden Meistertitel der Tercera División in der Clausura 2006 und der Clausura 2008. Weil die B-Mannschaft den Aufstieg nicht wahrnehmen durfte, veräußerte sie in beiden Fällen die Drittliga-Lizenz, was dem Verein zusätzliche Einnahmen bescherte.
Vor der Saison 2009/10 übernahm der Club América den Verein und machte daraus ein neues Farmteam mit der Bezeichnung  América Manzanillo.

## Erfolge
- Meister der Tercera División: Clausura 2006, Clausura 2008